# Ganoderma colossus
Ganoderma colossus är en svampart som först beskrevs av Elias Fries, och fick sitt nu gällande namn av Charles Fuller Baker 1918. Ganoderma colossus ingår i släktet Ganoderma och familjen Ganodermataceae.   Inga underarter finns listade i Catalogue of Life.